# Max Busyn
Max Busyn (auch Max Moses Busyn; * 12. November 1899 in Łódź; † 12. August 1976 in Wiesbaden) war ein aus dem nationalsozialistischen Deutschland emigrierter jüdischer deutscher Maler und Grafiker.

## Leben und Werk
Busyn war der Sohn eines jüdischen Kaufmanns. Nach dem Gymnasium studierte er von 1920 bis 1925 an der Akademie der bildenden Künste Dresden und arbeitete dann als Maler und Grafiker in Dresden. Er gehörte zu den wichtigen progressiven Künstlern der Stadt, war Mitglied der Künstlergruppe Die Schaffenden und hatte Verbindung zur Dresdner Sezession Gruppe 1919. Ab 1924 gehörte er zur Roten Gruppe. 1928 ging er nach Berlin, wo er bis 1934 als freischaffender Künstler arbeitete. Er schuf u. a. Wandbilder für das Altersheim der Jüdischen Gemeinde zu Berlin.
Busyn war in Berlin mit dem jüdischen Philosophen Constantin Brunner befreundet und Mitglied der Constantin-Brunner-Gemeinschaft. Er schuf mehrere Abbildungen Brunners. Die Grafik Constantin Brunner beim Vorlesen wurde am 28. August 1932 in der Zeitschrift Weltkunst abgebildet. Ein Original dieser Grafik schenkte Busyn 1955 Yehudi Menuhin. Es befindet sich im Foyle Menuhin Archive.
Angesichts der zunehmenden staatlichen Diskriminierung, Ausgrenzung und Verfolgung der jüdischen Bevölkerung nach der Machtergreifung emigrierte Busyn 1934 nach Palästina, wo er den Vornamen Moses annahm. Dort gründete er einen Constantin-Brunner-Kreis. In den 1950er Jahren kam er zurück in die Bundesrepublik Deutschland.
Schriftliche Dokumente und künstlerischen Arbeiten Busyns befinden sich im Leo Baeck Institut, weitere Werke u. a. im Lindenau-Museum Altenburg.

## Darstellung Busyns in der bildenden Kunst
- Konstantin Franz: Maler Busyn (1921, Aquarell, 50 × 37 cm)[6]

## Weitere Werke
- Der Philosoph Constantin Brunner im Morgenmantel beim Studium der Tanach (Aquarell)[7]
- Jüdische Familie (1946, Öl auf Holz, ca. 27,5 × 22 cm)[8]
- Selbstbildnis in Rosa (1920, Öl)[9]

## Ausstellungen (unvollständig)
- 1924 und 1925: Dresden, Ausstellungen der Dresdner Sezession
- 1926: Dresden, Brühlsche Terrasse (Große Aquarell-Ausstellung; mit den Aquarellen Brücke und Zirkus)[10]
- 1928; Dresden („Sächsische Kunst in unserer Zeit“)
- 1929: Dresden: Galerie Junge Kunst Jósef Sandel (u. a. mit Felixmüller, Griebel und Großmann)
- 1930: Dresden: Galerie Junge Kunst Josef Sandel („Das moderne Porträt“)[11]

### Postum
- 1989: Dresden, Galerie Rähnitzgasse („Kunst, Akademie, Dresden. Malerei, Grafik, Plastik von Lehrern und Schülern im 20. Jahrhundert“)